# Sveučilište Stanford
Sveučilište Stanford (engl. Stanford University, puni službeni naziv Leland Stanford Junior University) privatno je i istraživacki orijentirano Sveučilište u Stanfordu, Kalifornija, SAD. Osnovao ga je 1885. Kalifornijski guverner i senator Stanford Leland i njegova supruga Jane Lathrop Stanford kao spomen na svog sina, Lelani Stanford Jr., koji je umro u Europi od tifusa nekoliko tjedana prije svog šesnaestog rođendana. 
Sveučilište se nalazi u srcu Silicijske doline, među bivšim studentima se nalaze osnivači tvrtki, kao što su Sun Microsystems, Google, Yahoo!, Hewlett-Packard, Nvidia, Cisco Systems i Silicon Graphics.

## Poznati diplomanti
- Eric Allin Cornell, dobitnik Nobelova nagrada za fiziku (1985.)
- Jerome Friedman, dobitnik Nobelove nagrade iz fizike (1990.)
- Robert Howard Grubbs dobitnik Nobelove nagrada kemiju (2005.)
- Theodor Hänsch, dobitnik Nobelove nagrade za fiziku (2005.)
- Dudley Herschbach, dobitnik Nobelove nagrade za kemiju (1986.)
- Howard Taylor, otac satelitskog TV programa
- Henry Kendall, dobitnik Nobelove nagrade za fiziku (1990.)
- Roger David Kornberg, dobitnik Nobelove nagrade za kemiju (2006.)
- Theodore Harold Maiman, izumitelj lasera
- Bradford Parkinsonove, izumitelj GPS-a
- Karl Barry Sharpless, dobitnik Nobelove nagrade za kemiju (2001.)
- Richard Edward Taylor, dobitnik Nobelove nagrade za fiziku (1990.)
- Carl Wieman, dobitnik Nobelove nagrade za fiziku (2001)

## Vanjske poveznice
- Službena stranica
- Stanford University official YouTube